# Orientació sexual

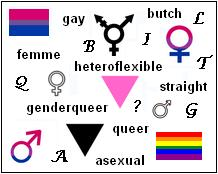
Conjunt d'orientacions sexuals possibles per a una dona.

L'orientació sexual o afinitat sexual és el gènere pel qual una persona se sent atreta sexualment. Les categories de l'orientació sexual típicament inclouen l'atracció cap a persones del mateix sexe (persones gais o lesbianes), atracció cap a persones d'un altre sexe (heterosexuals), i atracció cap a ambdós sexes (bisexuals). Tot i que aquestes categories continuen sent usades extensament, la investigació suggereix que l'orientació sexual no sempre es presenta en aquestes categories definides, sinó que succeeix en un continu. A més, algunes investigacions indiquen que l'orientació sexual és fluïda en algunes persones.

## Orientació i identitat sexuals

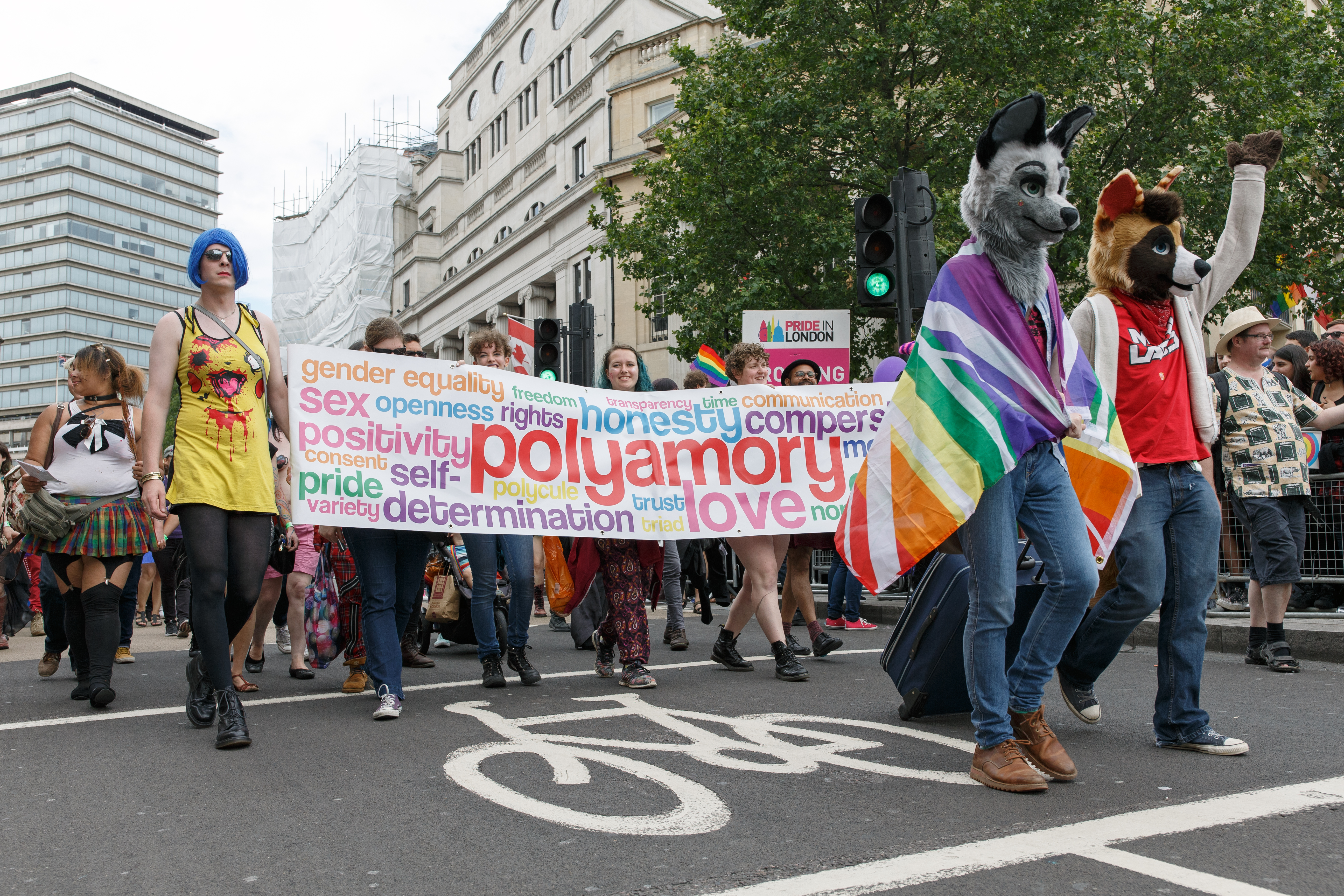
Persones demanant el dret a la llibertat sexual

La identitat sexual no és el mateix que l'afinitat sexoafectiva: el primer terme es refereix a la concepció que un individu té de si mateix, mentre que el segon es refereix al desig sexual. El comportament sexual, malgrat estar-hi molt relacionat, realment tampoc no hi té una relació directa.
En la majoria de societats, al llarg del temps, la sexualitat no comportava un component d'identitat; és a dir, no es concebia, per exemple, el concepte etiqueta d'homosexual per se, sinó d'un home que tenia relacions amb altres homes de manera ja sigui exclusiva, temporal o ocasional.

## Concepte cultural

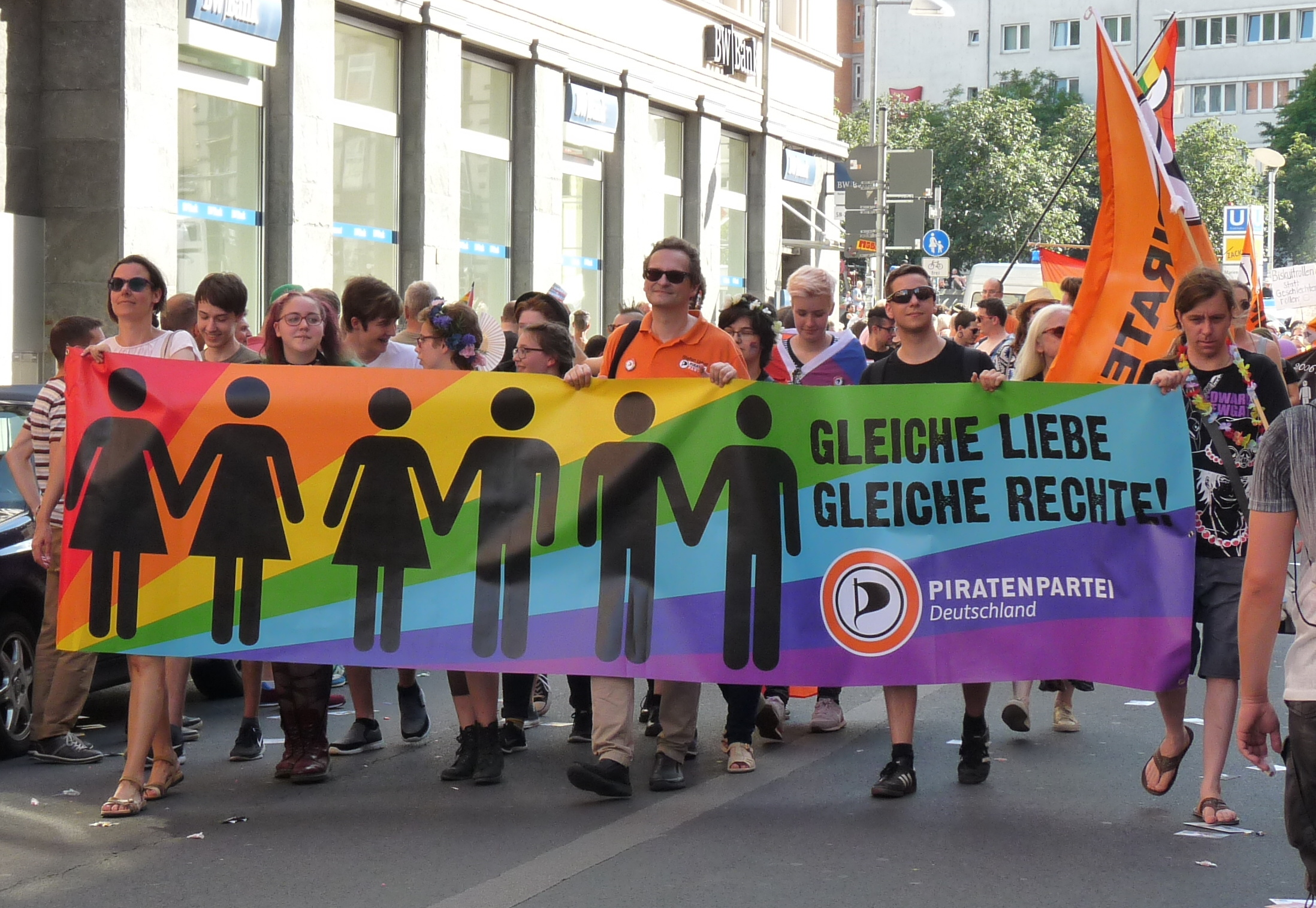
El Partit Pirata a Stuttgart

No es coneixen els motius que condueixen a una determinada afinitat sexual, ni si són criteris biològics, d'aprenentatge, del creixement o educatius.
La concepció cultural de l'"orientació sexual" com a característica discreta i fixa és un desenvolupament que va sorgir arran dels projectes moderns de taxonomia personal del segle xix. Durant aquest període van sorgir diverses classificacions i designacions per descriure o conceptualitzar la sexualitat humana.
La medicina, la psicologia i la sexologia occidentals actuals, al contrari de la decimonònica, i fins fa uns pocs anys, no consideren que les orientacions asexuals, heterosexuals, bisexuals, homosexuals o d'altres suposin cap patologia (parafília) i, per tant, no són susceptibles de cap tractament. Moltes de les definicions inclouen un component psicològic, com ara l'objecte del desig eròtic d'un individu, i un component de comportament enfocat cap al sexe en una parella.

## Pràctiques sexuals
Categoria principal: Pràctiques sexuals

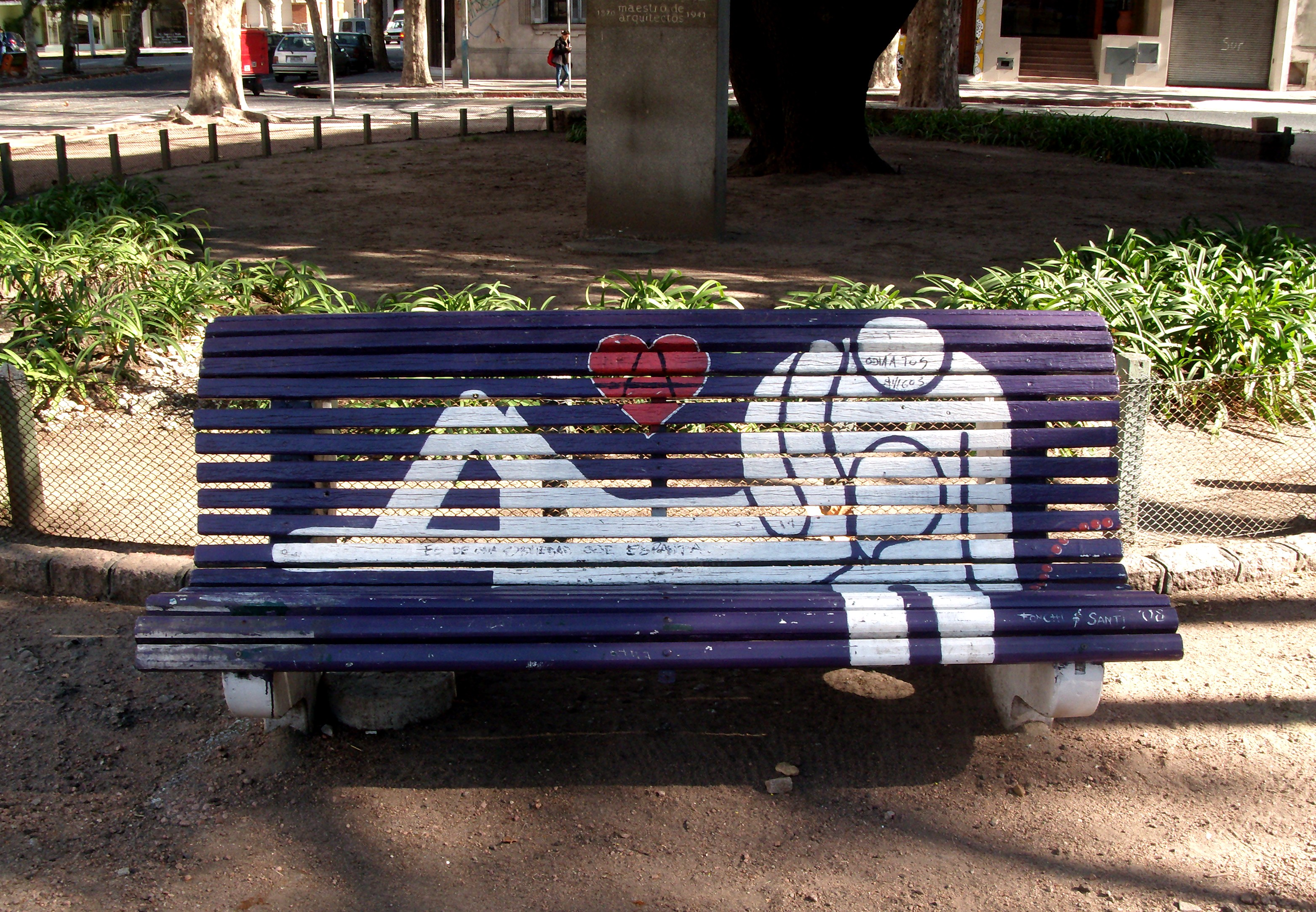
Amor i sexualitat a l'art de carrer

El comportament sexual és diferent en cada espècie, entre altres motius per la determinada organització del cos i pel seu sistema nerviós. En general, inclou el comportament reproductiu i, en espècies animals com els homínids i els dofins, per exemple, també el comportament eròtic. En els humans i en altres mamífers la reproducció està lligada a la cultura. La cultura sexual es manifesta en la sexualitat o pràctiques sexuals.